# Țigănași (okręg Mehedinți)
Țigănași – wieś w Rumunii, w okręgu Mehedinți, w gminie Burila Mare. W 2011 roku liczyła 384 mieszkańców.